# Mimacraeina
De Mimacraeina zijn een subtribus van vlinders uit de tribus Liptenini van de familie Lycaenidae. Deze subtribus heeft uitsluitend vertegenwoordigers in het Afrotropisch gebied.

## Geslachten
- Cooksonia
- Mimacraea
- Mimeresia